# Rainer Zitelmann

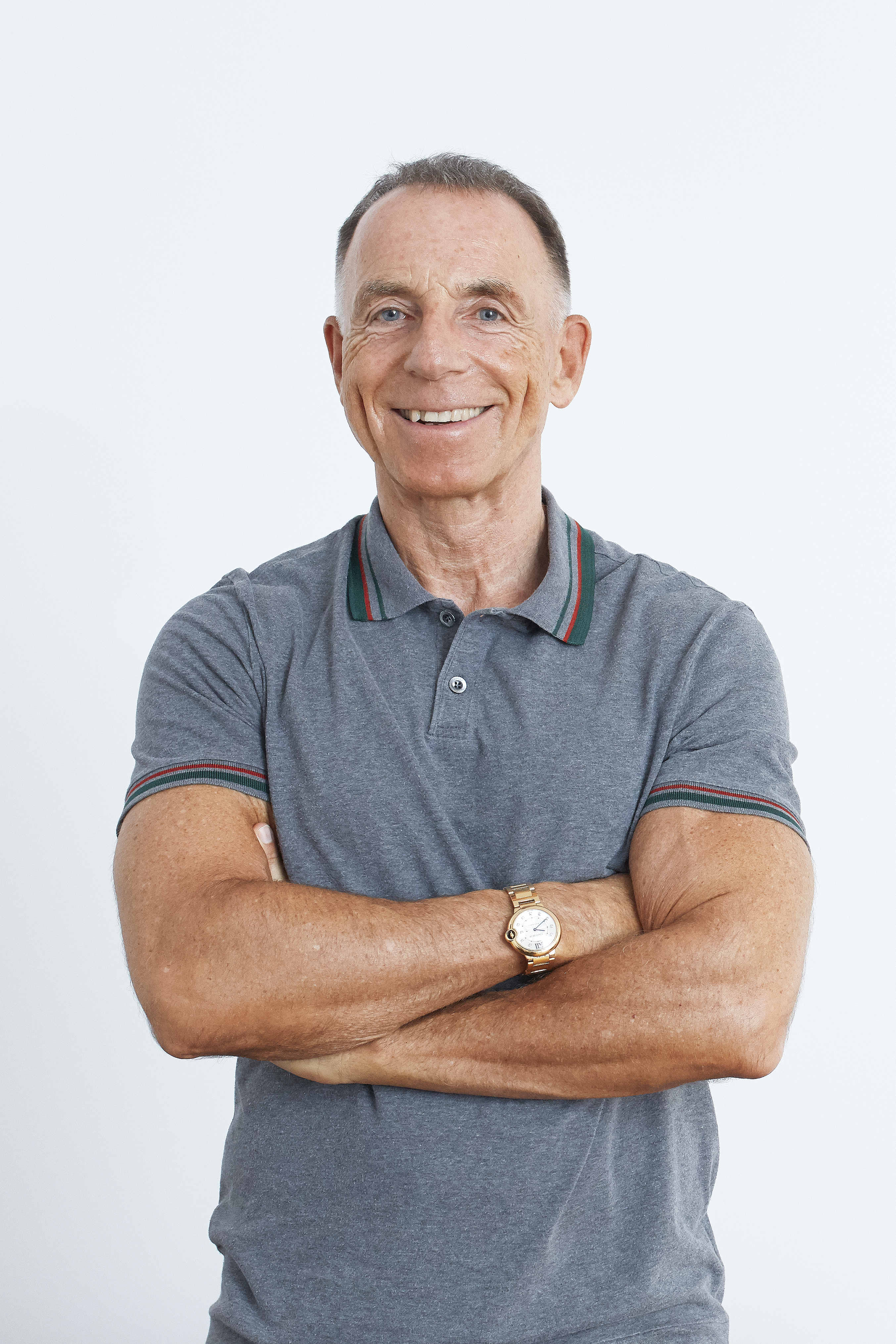
Dr. Rainer Zitelmann.

Rainer Zitelmann (sinh ngày 14 tháng 06 năm 1957 tại Frankfurt am Main, CHLBĐ Đức) là nhà sử học, tác giả và doanh nhân.

## Tiểu sử
Zitelmann sinh năm 1957 tại Frankfurt am Main, Cộng hoà Liên bang Đức. Ông là con trai của nhà văn, nhà thần học Arnulf Zitelmann. Thời học sinh trung học, ông là người theo chủ nghĩa  Mao Trạch Động.  Từ năm 1978 đến năm 1986, ông theo học ngành lịch sử và khoa học chính trị tại Trường Đại học Bách khoa Darmstadt. (Năm 1983 tốt nghiệp chứng chỉ một loại „xuất sắc", năm 1987 tốt nghiệp chứng chỉ hai loại „xuất sắc".)
Năm 1986, ông bảo vệ luận án tiến sĩ với thành tích summa cum laude (xuất sắc) dưới sự hướng dẫn của Giáo sư, Tiến sĩ Karl Ottmer von Aretin. Luận án tiến sĩ của ông đã được xuất bản thành sách với nhan đề Hitler: The Policies of Seduction (Hitler: Chính trị mê hoặc). Từ năm 1987 đến năm 1992, ông là trợ lý nghiên cứu tại Viện Nghiên cứu Khoa học xã hội trung ương tại trường Đại học Freie Universität Berlin. Từ 1992 đến 1993, ông là tổng biên tập của các nhà xuất bản Ullstein và Propyläen (khi đó là tập đoàn xuất bản lớn thư 3 của Đức), đồng thời ông cũng là thành viên của ban giám đốc.  Không lâu sau đó, ông chuyển sang làm việc cho nhật báo "Die Welt", một trong những nhật báo nghiêm túc chất lượng hàng đầu của Đức. Tại đây ông phụ trách nhiều ban khác nhau, trong đó ban cuối cùng mà ông phụ trách là ban bất động sản.
Năm 2000, ông thành lập công ty TNHH Dr.ZitelmannPB. GmbH. Những năm sau đó, công ty này đã phát triển trở thành công ty dẫn đầu thị trường tư vấn truyền thông cho các công ty bất động sản ở Đức. Năm 2016, ông đã bán công ty theo một thoả thuận MBO. Zitelmann cũng là một nhà đầu tư thành công vào thị trường bất động sản, đặc biệt là ở Berlin. Từ năm 1999 đến năm 2009, ông đã mua một loạt bất động sản với giá hời và bán lại gần hết từ năm 2015. Ông đã trở nên giàu có nhờ các khoản đầu tư này.
Từ năm 2011 ông đã xuất bản nhiều cuốn sách về các chủ đề: Đặt mục tiêu, Thành công và Tài chính. Cuốn sách Dare to be different and growth rich (Quái kiệt làm điều khác biệt) của ông đã được dịch ra hơn 10 thứ tiếng, trong đó có tiếng Việt.
Năm 2016, Zitelmann bảo vệ luận án tiến sĩ lần thứ hai, lần này là về xã hội học, với kết quả magna cum laude (xuất sắc). Người đỡ đầu cho ông là Giáo sư Wolfgang Lauterbach, một nhà nghiên cứu hàng đầu của Đức về chủ đề tài sản, tại Khoa kinh tế và Khoa học Xã hội, trường Đại học Potsdam với một luận án có chủ đề The Wealth Elite (Giới tinh hoa tài sản).

## Những tác phẩm lịch sử: Thế giới quan của Hitler
Trong luận văn đầu tiên,  Zitelmann đã tái tạo lại cách suy nghĩ của Hitler, đặc biệt là các ý tưởng về chính trị xã hội, kinh tế và đối nội của ông ta trên nền tảng tư liệu hết sức toàn diện. Một trong những kết quả nghiên cứu đó là Hitler đã quan tâm giải quyết các vấn đề kinh tế và xã hội sâu sắc hơn nhiều so với những gì đã được giả định trước đây. Zitelmann đã chứng minh rằng, động cơ chống tư bản chủ nghĩa và động cơ cách mạng xã hội đóng một vai trò lớn hơn trong thế giới quan của Hitler so với giả định trước đây, và Hitler cũng tự coi mình là một nhà cách mạng.
Cuốn sách đã được điểm trên nhiều tạp chí quốc tế.  Klemens von Klemperer đã viết trong "Journal of Modern History": "Zitelmann has resolved to abstain from oral judgements; but his meticulous and responsible scholarship speaks all the louder. His book constitutes a milestone in our understanding of Adolf Hitler."  Sau luận văn của mình, Zitelmann đã tiếp tục xuất bản những cuốn sách khác về lịch sử nước Đức trong thế kỷ 20.

## Những tác phẩm xã hội học

### Tâm lý giới siêu giàu
Năm 2017, nghiên cứu của Zitelmann về những người siêu giàu với khối tài sản từ hàng chục tới trăm triệu được xuất bản với tựa đề: The Wealth Elite (Giới tinh hoa của cải). Nghiên cứu được thực hiện với 45 cuộc phỏng vấn sâu với những người  siêu giàu, hầu hết là các doanh nhân tự lập nghiệp. Đây là một nghiên cứu khoa học xã hội định tính, vì không có mẫu đại diện cho nhóm người siêu giàu. Hầu hết những người được phỏng vấn  đều là những triệu phú tự thân. Nghiên cứu cho thấy một tỷ lệ cao người siêu giàu đã kinh doanh khi họ còn học phổ thông hoặc học đại học. Ngược lại, trình độ học vấn không đóng vai trò quyết định trong việc xác định mức độ giàu có trong nhóm: Ở nhóm một phần tư phía trên (tài sản từ 300 triệu đến 3 tỷ EUR), thậm chí số người không có bằng đại học còn lớn hơn nhóm một phần tư ở phía dưới (tài sản từ 10 đến 30 triệu EUR).
Trong những quyết định của mình, những người giàu thường ít bị dẫn dắt bởi các phân tích, mà họ hành động theo trực giác. Kiến thức ngầm tích luỹ được do trải nghiệm tự học - thường không chính thức - quan trọng hơn nhiều so với giáo dục hàn lâm. Tất cả những người được phỏng vấn  đều hoàn thành bài kiểm tra tính cách dựa trên phương pháp "Big Five". Kết quả chỉ ra rằng sự tận tâm ở những người giàu đặc biệt mạnh mẽ, trong khi chứng loạn thần lại đặc biệt yếu. Sự hướng ngoại và cởi mở với những trải nghiệm mới cũng hết sức rõ rệt. Điều này phù hợp với những kết quả nghiên cứu trước đó. Ngược lại, các nghiên cứu cho đến nay vẫn đánh giá thấp vai trò của kỹ năng bán hàng đối với thành công tài chính của những người giàu, trong khi bản thân họ lại đánh giá rất cao tầm quan trọng của những kỹ năng này.
Hầu hết người giàu đều từng phải đối mặt với những thất bại và khủng hoảng đáng kể trên con đường làm giàu – Các cuộc phỏng vấn đã chỉ ra nhiều điểm tương đồng trong cách họ đối phó với thất bại. Một kết quả quan trọng nữa của nghiên cứu là: Nhiều người siêu giàu tự thân là những người không giống với số đông, họ thường đi ngược xu hướng chung của xã hội và gây dựng tài sản của mình theo cách này. Nghiên cứu này đã nhận được sự quan tâm trên toàn thế giới, và đã được xuất bản bằng tiếng Đức, tiếng Anh, tiếng Trung và tiếng Hàn. Báo "Financial Times" viết: "Rainer Zitelmann’s study of the psychology of the super rich is an ambitious project. Few could be better qualified for it than Dr Zitelmann – an historian, sociologist, journalist, businessman and investor. There has been no comparable study and it is a compelling read for all who need to understand the characteristics and motivations of rich entrepreneurs. These people drive economic growth, back innovation, create jobs and finance philanthropic projects. So why has such a study never been attempted before? It is hard to access these people and design questionnaires that generate a meaningful response."

### Định kiến  về người giàu
Năm 2020, cuốn sách The Rich in Public Opinion (Người giàu trong mắt công chúng) của Zitelmann được xuất bản. Zitelmann phê phán rằng những nghiên cứu khoa học về định kiến  cho đến nay hầu như không đề cập đến thiểu số người giàu.  Cuốn sách của ông dựa trên một cuộc khảo sát quốc tế của các viện thăm dò ý kiến Allensbach và Ipsos MORI ở Đức, Mỹ, Anh và Pháp. Trên cơ sở của cuộc khảo sát, xã hội chia ra làm ba nhóm người, đó là các nhóm "đố kỵ", "không đố kỵ" và "nước đôi". Nhóm những người đố kỵ bao gồm 33% ở Đức, 34% ở Pháp, 20% ở Mỹ và 18% ở Anh. Hệ số đố kỵ xã hội cho biết tỷ lệ đố kỵ và không đố kỵ trong một quốc gia. Giá trị 1 có nghĩa là số người đố kỵ và khong đố kỵ ngang bằng nhau. Giá trị dưới 1, số người không cảm thấy đố kỵ xã hội nhiều hơn; giá trị trên 1, số người đố kỵ xã hội  cao hơn. Hệ số đố kỵ xã hội là kết quả của tỷ lệ giữa những người đố kỵ và những người không đố kỵ. Theo đó, sự đố kỵ xã hội cao nhất là ở Pháp với 1,26, tiếp theo là Đức với 0,97. Ở Mỹ (0,42) và Anh (0,37), tỷ lệ này thấp hơn đáng kể. Giữa các nhóm đố kỵ và không đố kỵ, quan điểm về hàng chục đặc điểm tính cách khác của người giàu cũng được thể hiện ra hết sự khác biệt. Nhóm người đố kỵ cho rằng ích kỷ, tàn nhẫn, ham vật chất, kiêu ngạo, tham lam, lạnh lùng và hời hợt là những đặc điểm tính cách phổ biến nhất của người giàu. Chỉ có hai trong số 25 đặc điểm tính cách mà những người đố kỵ xã hội gán cho người giàu là tích cực, trong khi 23 đặc điểm khác là tiêu cực. Trong khi đó, ở nhóm những người không đố kỵ xã hội, thì người giàu được cho là siêng năng, thông minh, táo bạo, duy vật, sáng tạo và có tầm nhìn xa trông rộng.
Dựa trên các cuộc khảo sát về thái độ đối với những người giàu có ở Hoa Kỳ, Anh, Đức, Pháp, Ý, Tây Ban Nha và Thụy Điển, Zitelmann đã tính toán Chỉ số tình cảm với người giàu, chỉ số này cho thấy người Pháp, người Tây Ban Nha và người Đức chỉ trích người giàu nhiều hơn người Thụy Điển, người Mỹ và người Anh. Nước Ý chiếm vị trí trung bình, nơi giới trẻ, so với người già, có thái độ tích cực hơn nhiều đối với người giàu. Một nghiên cứu được công bố vào năm 2022 về thái độ đối với người giàu ở châu Á cho thấy: Trong khi ở các nước phương Tây, 28% số người được hỏi cho rằng điều quan trọng là họ phải trở nên giàu có, thì ở các nước châu Á được khảo sát, con số này là 58%. Sự đố kỵ xã hội nhắm vào người giàu ở Nhật Bản, Hàn Quốc và Việt Nam thấp hơn nhiều so với ở Châu Âu và Hoa Kỳ, trong khi ở Trung Quốc, chỉ số này ở mức tương tự như ở một số nước phương Tây. Đặc biệt, thái độ của người dân đối với người giàu ở Nhật Bản, Hàn Quốc và Việt Nam tích cực hơn nhiều so với các nước phương Tây, trong khi ở Trung Quốc, thái độ của họ tương tự như ở châu Âu.

## Xuất bản phẩm
Zitelmann viết cho nhiều kênh truyền thông ở châu Âu và Mỹ, trong đó có  các tờ báo như "Die Welt", FAZ, Focus (Đức), "Neue Zürcher Zeitung" (Thụy Sĩ), Daily Telegraph, City AM (Anh), Le Point (Pháp), Linkesta (Ý), Il Giornale (Ý), National Interest (Mỹ) và Washington Examiner (Mỹ). Các chủ đề chính trong những bài viết của ông là bảo vệ chủ nghĩa tư bản và nghiên cứu về của cải.
Trang web với tiểu sử chi tiết của Zitelmann: https://www.rainer-zitelmann.com/
Zitelmann đã viết và biên soạn 24 cuốn sách.
Sách xuất bản bằng tiếng Anh:
- The Nazi Elite, New York Univ Pr, New York truy cấp năm 1993, ISBN 978-0-81477-950-7.

- Hitler: The Policies of Seduction, Allison & Busby, London truy cấp năm 2000, ISBN 978-1-90280-903-8.
  - phát hành lại: Hitler's National Socialism. Management Books 2000, Oxford truy cấp năm 2022, ISBN 978-1-852-52790-7.

- Dare to be Different and Grow Rich, Indus Source Books, Mumbai truy cấp năm  2012, ISBN 978-8-18856-937-3.

- The Wealth Elite: A groundbreaking study of the psychology of the super rich, Lid Publishing, London and New York truy cấp năm 2018, ISBN 978-1-91149-868-1.

- The Power of Capitalism: A Journey Through Recent History Across Five Continents, Lid Publishing, London and New York truy cấp năm 2018, ISBN 978-1-91255-500-0.

- Dare to be Different and Grow Rich: The Secrets of Self-Made People, Lis Publishing, London and New York truy cấp năm  2019, ISBN 978-1-91255-567-3.

- The Art of a Successful Life: The Wisdom of the Ages from Confucius to Steve Jobs., Lid Publishing, London and New York truy cấp năm 2020, ISBN 978-1-91255-567-3
- How People Become Famous: Geniuses of Self-Marketing from Albert Einstein to Kim Kardashian. Management Books 2000. Gloucestershire 2021, ISBN 978-1-85252-789-1
- In Defense of Capitalism, Republic Book Publishers 2023, ISBN 978-1-64572-073-7
- El Odio a Los Ricos, El Mercurio, Santiago 2023, ISBN 978-956-6260-05-9 (with Axel Kaiser).
- Unbreakable Spirit, Atlas Elite Publishing, ISBN 978-1-962825-04-7
- How Nations Escape Poverty, Encounter Books, ISBN 978-1-64177-395-9
- The Origins of Poverty and Wealth, Management Books 2000, ISBN 978-1-85252-795-2

Sách xuất bản bằng tiếng việt:
• Quái kiệt làm điều khác biệt, Alpha Books xuất bản, 12.2020 (dịch từ bản tiếng Anh: Dare to be Different and Grow Rich)
• Đọc vị tâm lý hành vi của giới giàu và siêu giàu, Alpha Books xuất bản, 2022 (dịch từ bản tiếng Anh: The Wealth Elite)
• Người giàu theo quan điểm công chúng, Nhà xuất bản Tri thức, 2022 (dịch từ bản tiếng Anh: The Rich in Public Opinion)
• Nếu bạn chẳng còn khát khao cháy bỏng nữa, Thì hãy khở nghIệp lại, 2024 

## Phim của Rainer Zitelmann và của Rainer Zitelmann
- Life Behind the Berlin Wall[3] (Awarded the “Audience Choice Award for Short Films” at the Anthem Film Festival 2022)
- Poland: From Socialism to Prosperty[4]
- Vietnam - Beating Poverty with Market Economy[5] (Awarded the Anthem Film Festival Best International Documentary Award)